# Monaro Panthers FC
Monaro Panthers FC (założony jako Inter Monaro SC) – australijski klub piłkarski z siedzibą w Queanbeyan (Nowa Południowa Walia), założony w 1967 roku. Zespół występuje w rozgrywkach National Premier Leagues Capital Football. W latach 1985 – 1986 uczestniczył w rozgrywkach National Soccer League (NSL).

## Historia
Klub Inter Monaro SC został założony w 1967 roku. W latach 1968–1977 występował w rozgrywkach ACT Division One (pierwszy poziom rozgrywek w Australijskim Terytorium Stołecznym), zdobywając tytuł mistrzowski w 1977 roku. W 1978 roku klub przystąpił do rozgrywek organizowanych w Nowej Południowej Walii – New South Wales Division 1; zdobywając tytuł mistrzowski w 1979 roku oraz w 1984 roku klub zwyciężył w sezonie zasadniczym.
W 1985 roku Inter Monaro SC przystąpił do rozgrywek krajowej ligi National Soccer League.  Inter Monaro zainaugurował rozgrywki w NSL w dniu 11 marca 1985 roku w domowym spotkaniu przeciwko Canberra City FC. Spotkanie zakończyło się porażką gospodarzy w stosunku 0:3. W inauguracyjnym sezonie klub zajął 7. miejsce w Konferencji Północnej i nie awansował do serii finałowej rozgrywek.
W drugim sezonie w NSL (1986) klub zakończył rozgrywki na 12. miejscu w Konferencji Północnej i nie awansował do serii finałowej rozgrywek. Klub Inter Monaro uczestniczył tylko w dwóch sezonach NSL. Ostatni swój mecz w NSL rozegrał na wyjeździe przeciwko drużynie Sydney Croatia w dniu 15 września 1986 roku. Spotkanie zakończyło się porażką drużyny Inter Monaro w stosunku 3:2.
W wyniku reorganizacji rozgrywek NSL klub Inter Monaro od 1987 roku ponownie występował w rozgrywkach New South Wales Division 1, w których występował do 1990 roku. W 1991 roku klub w wyniku problemów finansowych został rozwiązany. W 1995 roku klub został reaktywowany pod nazwą Monaro Panthers FC i przystąpił do rozgrywek ACT Premier League. W 1999 roku klub zdobył swój drugi tytuł mistrzowski w rozgrywkach ACT Premier League.

## Sukcesy
- Mistrz NPL Capital Football[b] (2): 1977, 1999;
- Zwycięzca sezonu zasadniczego NPL Capital Football[b] (1): 1977;
- Mistrz New South Wales State League (1): 1979;
- Zwycięzca sezonu New South Wales Division 1 (1:): 1984.